# Mikel Goikoetxea
Mikel Goikoetxea Elorriaga, de nom de guerra «Txapela», (Derio, Biscaia, 3 de juliol de 1956 - Donibane Lohizune, Lapurdi, 1 de gener de 1984) fou un activista polític basc, militant d'ETA. El 28 de desembre de 1983 a Donibane Lohizune va ser ferit d'un tret de bala amb fusell telescòpic per un membre del GAL. L'1 de gener de 1984 morí a l'hospital de Bordeus, a conseqüència de l'atac. Fou germà de Jon Ugutz Goikoetxea.

## Família abertzale
Nascut a Derio, era fill d'una família nacionaista. El seu pare va lluitar a la Guerra Civil espanyola. Era el fill més jove de quatre germans, des de ben menut va prendre part al moviment: va crear el grup de dansa basca, formava part de l'associació Auzo...
La família va viure en primera persona detencions i la repressió de l'època. La Guàrdia Civil espanyola va matar Jon Ugutz Goikoetxea, el germà gran, l'any 1972 quan estava passant la frontera. Poc temps després, una germana seva va haver de fugir a Iparralde. Finalment, el 1975, fou detinguda i davant les insistents amenaces la resta de la família també va anar a Iparralde.

## Vida a Donibane
A Iparralde es va fer membre d'ETA. Va rebre formació militar a Alger, com molts altres integrants del grup armat.
A començaments de l'any 1979 el van detenir i el van confinar a Valensole juntament amb altres exiliats. En acabar el confinament, la policia francesa va detenir a Baiona Mikel Goikoetxea i Martin Apaolaza i els van portar a la presó Baumettes de Marsella, complint una ordre d'extradició espanyola.
Va entrar, per tant, a la presó de Marsella i allà s'hi va haver d'estar durant tres mesos, mentre es feien els judicis de dues peticions d'extradició a Ais de Provença.
Per denunciar aquesta situació van fer vagues de fam, a Euskal Herria es van fer moltes mobilitzacions.
El famós advocat de França Robert Badinter va prendre part en la defensa del grup. L'any 1981 Badinter al govern Mitterrand seria el Ministre de Justícia de França. Al final, el tribunal va anul·lar la petició d'extradició i els va deixar lliures resolent que eren "casos fonamentats en problemes polítics".
L'agost del 1981 la policia francesa el va detenir en un control de carretera. Després de dur la policia de Baiona a casa, en vista que tenia els papers en regla, li van dir que tenia prohibit viure a cap dels nou departaments.
A Iparralde va exercir de professor per a l'AEK, fent classes de basc. El gener de 1979 a Donibane Lohizune va començar a viure amb Izaskun Ugarte. Amb una vida feta entre la militància i la persecució van tenir dues filles, Hodei i Haize.

## La seva mort
Essent un conegut membre d'ETA el van acusar d'haver format part en multitud d'accions. Entre d'altres, d'haver fugit després d'haver mort una dona policia en un tiroteig el 16 de juny de 1981 quan estava acorralat en una casa de Zarautz. La policia espanyola donava a conèixer als mitjans de comunicació un cop i un altre que el trobarien i el matarien.
El 28 de desembre de 1983, vora les set, van arribar a Donibane Lohizune Txapela, Izaskun i una de les seves filles. Quan va baixar del cotxe va rebre un tret al coll d'un rifle de mira telescòpica i amb silenciador. L'1 de gener de 1984 morí a l'hospital de Bordeus.
Txapela tenia la voluntat que, després de morir, el seu cos fos incinerat i les cendres llençades al lloc on el riu Bidasoa desemboca al mar.
Va ser el primer exiliat polític basc que va prendre la decisió de ser incinerat. Una decisió que va ser refusada per molta gent. Des d'aleshores, però, molts dels presos polítics que van morir van prendre el seu exemple.

## Itsasoaren alaba
Itsasoaren alaba és un film documental creat l'any 2009 per Josu Martinez. A través de la seva filla Haize i gràcies a diverses persones afins a «Txapela», coneixem qui va ser.